# Saldula longicornis
Saldula longicornis är en insektsart som beskrevs av Cobben 1980. Saldula longicornis ingår i släktet Saldula och familjen strandskinnbaggar. Inga underarter finns listade i Catalogue of Life.